# Vinicius de Moraes
Vinicius de Moraes (Rio de Janeiro, 1913. október 19. – Rio de Janeiro, 1980. július 9.) brazil költő, diplomata, énekes, drámaíró, dalszerző.

## Pályakép

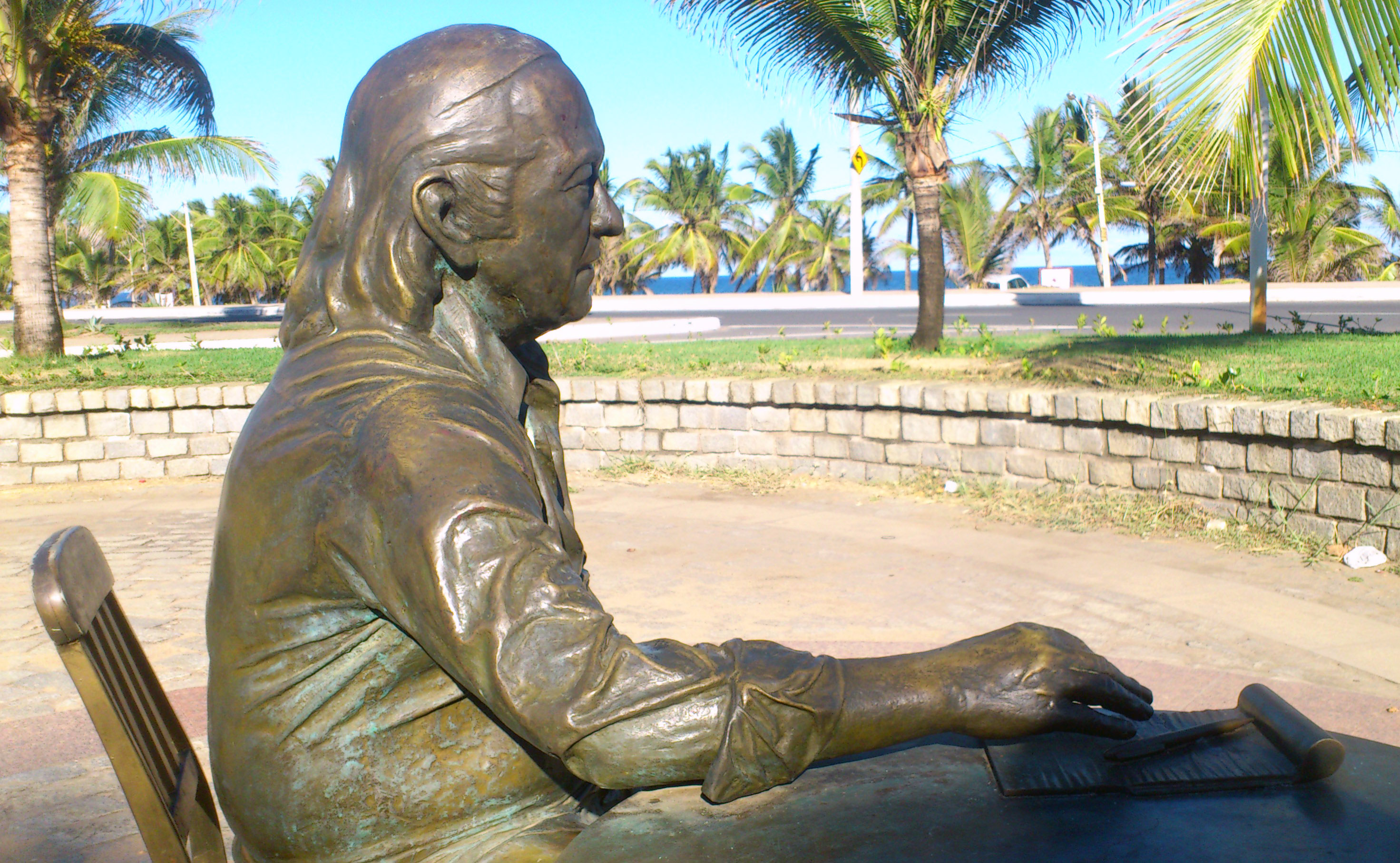
Juarez Paraíso szobra

Moraes Gaveaban, Rio de Janeiro szomszédságában született Clodoaldo da Silva Pereira Moraes, köztisztviselő ésLidia Cruz, háziasszony, amatőr zongoraművész gyermekeként.
Vinicius de Moraes jogot tanult Rio de Janeiróban, majd irodalmat az Oxfordi Egyetemen. 1941-ben visszatért Braziliába, és filmkritikusként dolgozott. Ezután belépett a Külügyminisztériumba. 1946-ban  brazil alkonzul lett Los Angelesben. Ezt követően Morais diplomáciai szolgálata főleg Franciaországban zajlott, az utolsó szakaszban már nagykövetként.
Morais tinédzserként kezdett verseket és dalokat írni. Első kötete pedig 1933-ban jelent meg. 1953-ban jelent meg az első szambafelvétele saját szövegével.
1954-ben Morais írta a Conceição-i Orpheus (Orfeu da Conceição) című színművét, amely megnyert egy São Paulo-i drámaíró versenyt, és két szempontból is megalapozta világhírét. Egyrészt ebből a színdarabból, amely Orpheusz és Eurüdiké történetét meséli el – egy brazil karnevál helyszínére áthelyezve – elkészült a „Fekete Orpheus” című film (rendező: Marcel Camus, 1959), amely megkapta a Pálma díjat a Cannes-i Filmfesztiválon (1959) és az év legjobb külföldi filmjének járó Oscar-díjat (1960). Másrészt a darabon végzett munka során kezdődött Morais együttműködése Antônio Carlos Jobim zeneszerzővel és zongoraművésszel, amely aztán 1958-ban folytatódott a „Song of Too Much Love” (Canção do Amor Demais) című albummal. João Gilberto, Astrud Gilberto (és a bossa nova) alapozódott ezzel meg.
Morais és Jobin továbbra is együtt dolgozott. 1962-ben írták a bossa nova műfaj talán leghíresebb kompozícióját, a The Girl from Ipanema dalt.
Ezt követően Morais más zeneszerzőkkel és előadókkal működött együtt, és maga is felvett több albumot. A Morais dalait így vagy úgy megszólító előadók között volt Louis Armstrong, Dizzy Gillespie, Frank Sinatra,Boy George, Sinead O'Connor és még sokan mások.

## Lemezválogatás
- Orfeu da Conceição (A fekete Orfeusz; zeneszerző: Antônio Carlos Jobim − 1956)
- Garota de Ipanema (The Girl from Ipanema; zeneszerző: Antônio Carlos Jobim)
- Samba Em Preludio (zeneszerző: Baden Powell)
- Canto a Lucía de Yoan (zeneszerző: Antônio Carlos Jobim)
- A felicidade (zeneszerző: Antônio Carlos Jobim)
- Água de beber (zeneszerző: Antônio Carlos Jobim)
- Insensatez (zeneszerző: Antônio Carlos Jobim)
- Eu sei que vou te amar (zeneszerző: Antônio Carlos Jobim)
- Chega de saudade (zeneszerző: Antônio Carlos Jobim)
- O que tinha de ser (zeneszerző: Antônio Carlos Jobim)
- Tarde em Itapoã (zeneszerző: Toquinho)
- A tonga da mironga do kabuletê (zeneszerző: Toquinho)
- Samba de bênção (zeneszerző: Baden Powell)
- Berimbau (zeneszerző: Baden Powell)
- Você e eu (zeneszerző: Carlos Lyra)
- Canto de Ossanha (zeneszerző: Baden Powell)
- Samba da bênção (zeneszerző: Francis Lai)

## Filmek
- A fekete Orfeusz. Rendező: Marcel Camus. 1959-ben a film elnyerte a legjobb idegen nyelvű filmnek járó Oscar-díjat. A Cannes-i Nemzetközi Filmfesztiválon Arany Pálmával, 1960-ban a British Academy of Film and Television Arts (BAFTA) díjával jutalmazták. A "Felicidade" („Boldogság”), Jobim és Moraes dala örökzöld sláger lett.
- A „Samba da bênção” című dal az Egy férfi és egy nő (Un homme et une femme; 1966), egy másik cannes-i filmfesztivál-győztes filmjének zenéje.

## Fordítás
Ez a szócikk részben vagy egészben  a   Vinicius de Moraes című orosz Wikipédia-szócikk ezen változatának fordításán alapul.  Az eredeti cikk szerkesztőit annak laptörténete sorolja fel. Ez a jelzés csupán a megfogalmazás eredetét és a szerzői jogokat jelzi, nem szolgál a cikkben szereplő információk forrásmegjelöléseként.